# GAMESS (US)
General Atomic and Molecular Electronic Structure System (GAMESS (US)) は、量子化学計算のためのコンピュータソフトウェアである。オリジナルコードは1977年10月1日に「National Resources for Computations in Chemistry project」として開始された。1981年に、コードはGAMESS (US) とGAMESS (UK) に分かれ、現在はかなり差異がある。GAMESS (US) はアイオワ州立大学のゴードン研究グループのメンバーによってメンテナンスされている。GAMESS (US) は無償で入手可能であるが、ライセンス制限のためオープンソースではない。

## 機能
| SCFTYP=          | RHF  | ROHF | UHF  | GVB | MCSCF |
| ---------------- | ---- | ---- | ---- | --- | ----- |
| エネルギー       | CDpF | CDpF | CDpF | CDp | CDpF  |
| 解析的勾配       | CDpF | CDpF | CDpF | CDp | CDpF  |
| 数値的ヘッシアン | CDpF | CDp  | CDp  | CDp | CDp   |
| 解析的ヘッシアン | CDpF | CDpF | CDpF | CDp | Dp    |
| MP2エネルギー    | CDpF | CDpF | CDp  | No  | CDp   |
| MP2勾配          | CDpF | Dp   | CDp  | No  | No    |
| CIエネルギー     | CDpF | CDp  | No   | CDp | CDp   |
| CI勾配           | CD   | No   | No   | No  | No    |
| CCエネルギー     | CDpF | CDF  | No   | No  | No    |
| EOMエネルギー    | CD   | CD   | No   | No  | No    |
| DFTエネルギー    | CDpF | CDp  | CDpF | No  | No    |
| DFT勾配          | CDpF | CDp  | CDpF | No  | No    |
| TD-DFTエネルギー | CDpF | No   | CDpF | No  | No    |
| TD-DFT勾配       | CDpF | No   | No   | No  | No    |
| MOPACエネルギー  | Yes  | Yes  | Yes  | Yes | No    |
| MOPAC勾配        | Yes  | Yes  | Yes  | No  | No    |

GAMESS (US) はハートリー-フォック法、密度汎関数法 (DFT)、一般化原子価結合 (GVB)、多配置自己無撞着場 (MCSCF) を含む一般的な計算化学計算の多くを実行できる。これらのSCF計算後の相関補正は配置間相互作用 (CI)、メラー-プレセット法、結合クラスター (CC) 理論によって推定できる。溶媒効果は、個別の有効フラグメントポテンシャル (EFP) あるいは連続体モデル (PCM) による量子力学/分子力学法を使って考慮することができる。三次のDouglas-Krollスカラー補正を含む相対論的補正も計算可能である。
本プログラムは分子力学法を直接実行することはできないが、有効フラグメントポテンシャル (EFP) あるいはTINKERコードへのインターフェースにより混合量子力学/分子力学法を行うことができる。大きな系をフラグメントに分割することによって扱うフラグメント分子軌道法も用いることができる。
また、原子価結合VB2000およびXMVBプログラム、自然結合軌道 (NBO) 電子密度解析プログラムへのインターフェースも備えている。